# Broască (mecanism)

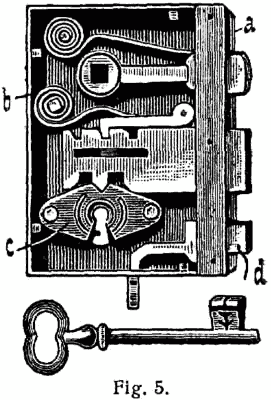
Mecanism clasic de broască

Broasca de la uşa bisericii "Sf. Treime" ("Dreifaltigkeitskirche") din München

Broască de lemn cu cheie de lemn - folosită în Maroc

Broască este un mecanism montat la o ușă, la un sertar etc., care se încuie și se descuie cu ajutorul unei chei.
Tot broască se numește un mecanism care servește în industria petrolului la suspendarea coloanei de burlane la gura puțului (sondei) în timpul tubării sau a țevilor de extracție a țițeiului în timpul manevrelor.

## Blocare de securitate
Fiabilitatea dispozitivului de blocare este caracterizată de timp până la defectare, de la care se calculează durata de viață estimată și rezistența la fisurare.
Ruperea unei blocări poate fi de 3 tipuri:
- Deschidere prin metode de forță;
- Deschidere prin metode de manipulare;
- Combinația dintre aceste metode.

### Deschiderea cu forță
Aceasta implică deteriorarea unor părți ale încuietorii sau ale ușii. În același timp, rămân urme clare de hacking, iar hackerul lasă o mare cantitate de dovezi pentru a ajuta în căutarea lui: în primul rând, el poate folosi instrumentele și metodele de utilizare a acestora. Principalele metode de protecție împotriva hacking-ului forțat:
- Blindaj. Blindajul complet - procedura este prea scumpă, astfel încât numai cele mai vulnerabile părți ale încuietorii (de exemplu, zona fântânii) sau ușa sunt supuse blindajului complet. Ușa însăși este făcută, de obicei, din metal subțire, dar suficient de groasă pentru ca ea însăși să nu poată fi ruptă rapid.
- O blocare care declanșează automat dacă o parte a blocatorului a fost deteriorată. În același timp, accesul este dificil nu numai pentru hacker, ci și pentru proprietar. Uneori, pentru a proteja documentele secrete, ele sunt distruse atunci când detectează încercările de hacking.
- Structuri de protecție care protejează de exemplu, de deteriorarea mecanismului de blocare internă datorită unei gaure înguste.

### Deschidere prin metode de manipulare
Spre deosebire de hacking-ul forțat, acesta lasă mult mai puține dovezi, dar mai des este nevoie de mai mult timp, instrumente speciale și o calificare înaltă a unui cracker. În același timp, se utilizează de obicei deficiențe structurale, care pot da o parte dintr-o combinație a unei încuietori înainte de a fi introdusă complet: de obicei clearanțe, toleranțe, sunet atunci când mecanismul este declanșat. Metode de protecție:
- Complexitatea designului broaștei;
- Reducerea toleranțelor și reacțiilor, controlul atent al calității;
- Elemente structurale care imită funcționarea elementelor de blocare atunci când selectează codul corect și induc în eroare intrusul: de exemplu, forma bolțurilor de blocare a cilindrilor sub formă de ciuperci sau bobine;
- Încuietori care declanșează manipulări tipice de hacking cu mecanismul de blocare.